# Britische Unterhauswahl 1950
| Regierung (315): Labour 315 |  | Opposition (309): Conservative 281 National Liberal 16 Liberal 9 Nationalist 2 ILib 1 |
| Speaker 1                   |  |                                                                                       |

Zusammensetzung:

Die britische Unterhauswahl 1950 vom 23. Februar 1950 war die erste Wahl nach einer Legislaturperiode unter Führung der Labour-Partei. Die Wahl ergab für Labour eine hauchdünne Mehrheit von 5 Sitzen. Daraufhin rief die Partei Neuwahlen für das Jahr 1951 aus.

## Vorgeschichte
Seit 1945 führte Clement Attlee mit seiner Labour-Regierung bedeutende Reformen in Großbritannien durch. Diese waren zwar populär, jedoch war die wirtschaftliche Lage nach dem Krieg immer noch schlecht. Entsprechend knapp waren auch die Umfragen vor der Wahl.
Eine große Reform gegenüber den Unterhauswahlen von 1945 war die 1948 erfolgte Abschaffung der 12 Universitäts-Wahlkreise sowie des Mehrfachstimmrechts für Land- und Geschäftseigentümer (property owners), die bis dahin sowohl an ihrem Wohnort als auch am Ort ihres Besitztums wählen durften.

## Wichtige Parteiführer

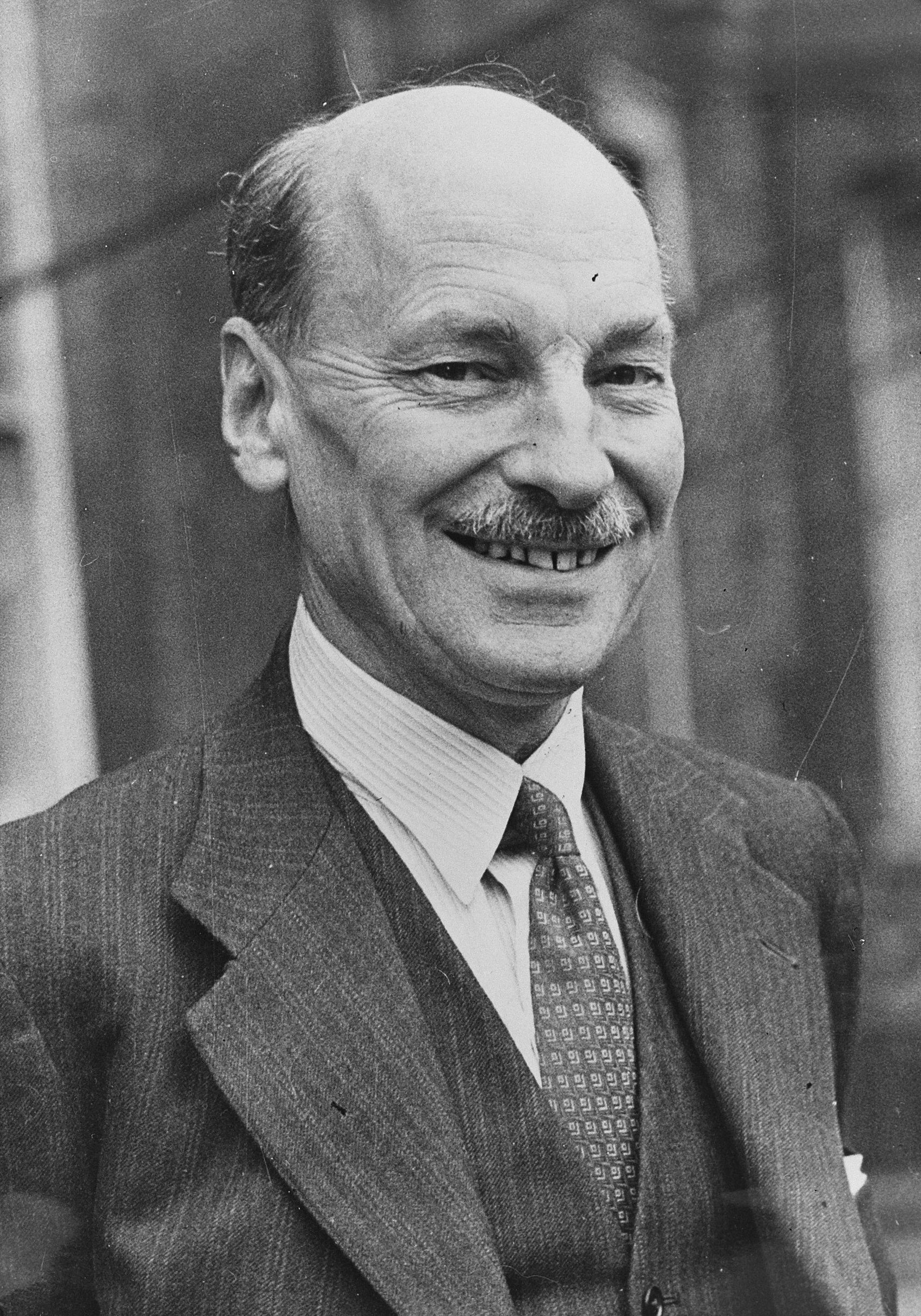
Premierminister Clement Attlee (Labour)
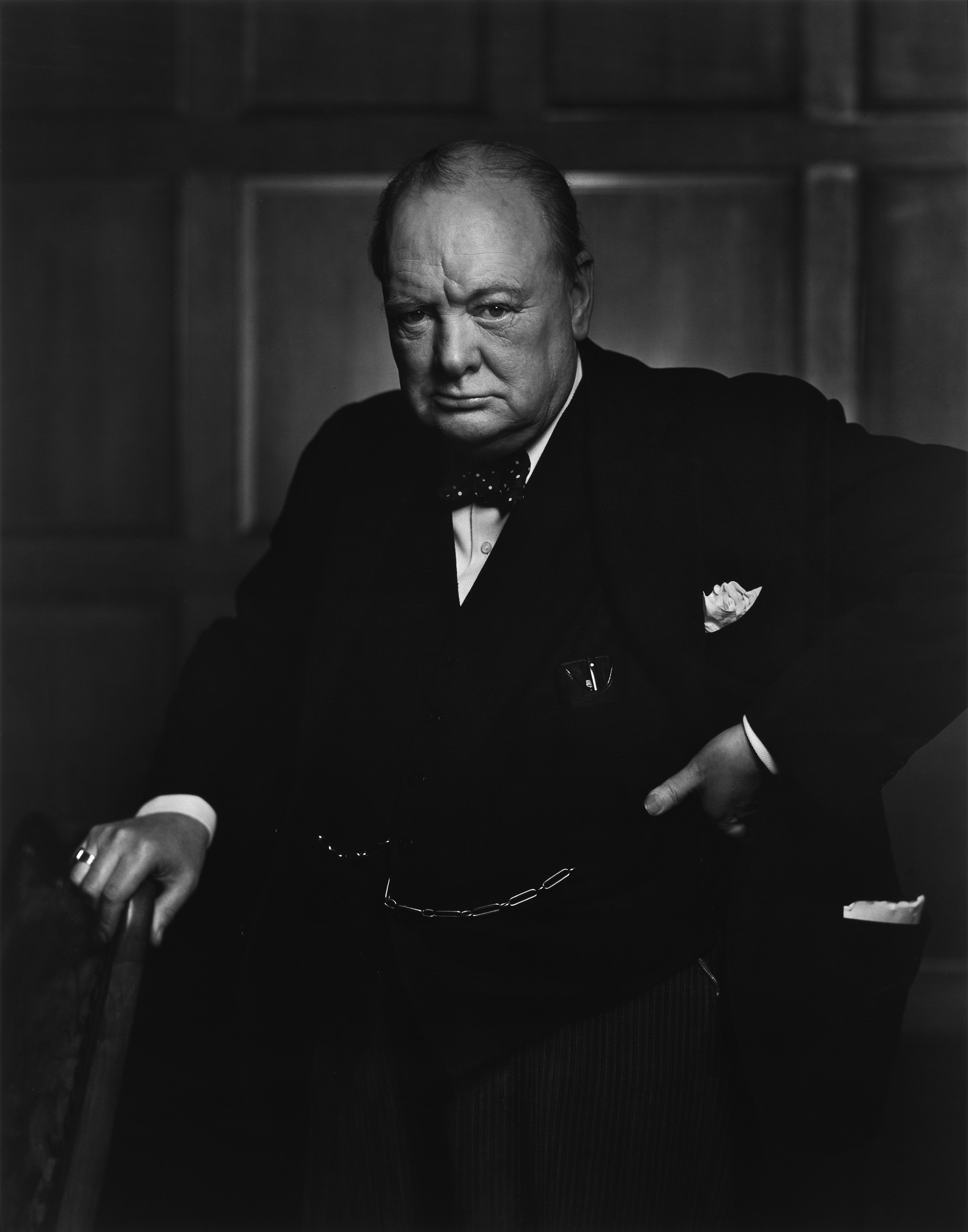
Oppositionsführer Winston Churchill (Conservatives)
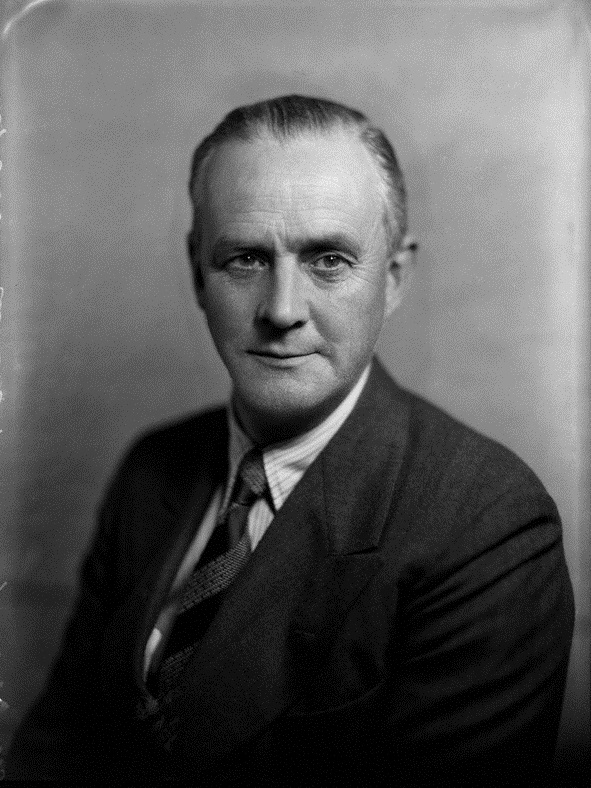
Member of Parliament Clement Davies (Liberal)

## Wahlergebnisse

Ergebnisse nach Wahlkreisen. Die Farben entsprechen der nebenstehenden Tabelle.

| Partei          | Partei                               | Stimmen    | Stimmen | Stimmen | Sitze  | Sitze |
| Partei          | Partei                               | Anzahl     | %       | +/−     | Anzahl | +/−   |
| --------------- | ------------------------------------ | ---------- | ------- | ------- | ------ | ----- |
|                 | Labour Party                         | 13.266.176 | 46,1    | −3,6    | 315    | −78   |
|                 | Conservative Party                   | 11.507.061 | 40,0    | +3,8    | 282    | +85   |
|                 | Liberal Party                        | 2.621.487  | 9,1     | +0,1    | 9      | −3    |
|                 | National Liberal Party               | 985.343    | 3,4     | +0,5    | 16     | +5    |
|                 | Communist Party of Great Britain     | 91.765     | 0,3     | −0,1    | −      | −2    |
|                 | Nationalist Party (Northern Ireland) | 65.211     | 0,2     | −0,2    | 2      | −     |
|                 | Irish Labour Party                   | 52.715     | 0,2     | +0,2    | −      | −     |
|                 | Unabhängige                          | 50.299     | 0,2     | −       | −      | −     |
|                 | Unabhängige Labour                   | 26.395     | 0,1     | −       | −      | −     |
|                 | Unabhängige Konservative             | 24.732     | 0,1     | −       | −      | −     |
|                 | Sinn Féin                            | 23.362     | 0,1     | +0,1    | −      | −     |
|                 | Plaid Cymru                          | 17.580     | 0,1     | −       | −      | −     |
|                 | Unabhängige Liberal                  | 15.066     | 0,1     | −       | 1      | −     |
|                 | Scottish National Party              | 9.708      | 0,0     | −0,1    | −      | −     |
|                 | Anti-Partition of Ireland League     | 5.084      | 0,0     | −       | −      | −     |
|                 | Independent Labour Party             | 4.112      | 0,0     | −       | −      | −3    |
|                 | Sonstige                             | 5.064      | 0,0     | −       | −      | −     |
|                 | Gesamt                               | 28.771.124 | 100,0   |         | 625    |       |
| Wahlberechtigte | Wahlberechtigte                      | 34.412.255 |         |         |        |       |
| Wahlbeteiligung | Wahlbeteiligung                      | 83,9 %     |         |         |        |       |
| Quelle:         |                                      |            |         |         |        |       |

1. ↑  einschließlich des Speakers of the House

## Nach der Wahl
Obwohl Labour starke Verluste erlitt, konnte Attlee ein zweites Kabinett bilden. Die knappe Mehrheit machte große Reformen jedoch zunehmend schwierig, weswegen bereits 1951 Neuwahlen ausgerufen worden.